# Dorothy Lewis Bernstein
Dorothy Lewis Bernstein (sinh ngày 11 tháng 4 năm 1914 - mất ngày 5 tháng 2 năm 1988)  là một nhà toán học người Mỹ nổi tiếng về nghiên cứu của mình trong lĩnh vức toán học ứng dụng, thống kê số liệu, lập trình máy tính, và nghiên cứu về phép biến đổi Laplace.  Cô là người phụ nữ đầu tiên được bầu làm chủ tịch Hiệp hội Toán học Hoa Kỳ.

## Tiểu sử
Dorothy Bernstein sinh tại Chicago, con gái của những người nhập cư Nga Do thái Jacob và Tille Lewis Bernstein.  Trong khi cha mẹ cô không có giáo dục chính quy, họ khuyến khích tất cả con cái họ tìm kiếm giáo dục; cả năm đều kiếm được bằng tiến sĩ hoặc bác sĩ.

## Giáo dục
Bernstein theo học Trường trung học North Division (Milwaukee) ở Milwaukee, Wisconsin.  Vào năm 1930, cô theo học Đại học Wisconsin-Madison nơi cô đã nhận học bổng Đại học (1933–1934) và được bầu vào Phi Beta Kappa. Vào năm 1934, cô tốt nghiệp với cả bằng cử nhân, Summa cum Laude, và bằng Thạc sĩ Toán học. Cô đã làm nghiên cứu luận án thạc sĩ của mình về việc tìm kiếm rễ phức tạp của đa thức bằng cách mở rộng phương pháp Newton. Vào năm 1935, cô gia nhập Đại học Brown, nơi cô trở thành một thành viên của hội Sigma Xi. Cô nhận bằng tiến sĩ trong toán học từ Brown năm 1939, đồng thời giữ một vị trí giảng dạy tại Cao đẳng Mount Holyoke. Luận án của bà có tên là  "The Double Laplace Integral" và được xuất bản trên Duke Mathematical Journal.

## Sự nghiệp
Từ 1943-1959, Bernstein dạy tại Đại học Rochesterr, nơi cô nghiên cứu về định lý tồn tại cho phương trình vi phân riêng phần. Nghiên cứu của cô đã được thúc đẩy bởi các vấn đề phi tuyến tính mà chỉ được giải quyết bằng máy tính kỹ thuật số tốc độ cao  Vào năm 1950, Nhà xuất bản Princeton University Press đã xuất bản cuốn sách của cô, Existence Theorems in Partial Differential Equations.
Cô dành 1959-1979 làm giáo sư toán học tại Cao đẳng Goucher, ơi cô là chủ tịch của bộ phận toán học trong phần lớn thời gian đó (1960–1970, 1974–1979).
Cô thừa nhận rằng cô đặc biệt quan tâm đến việc kết hợp toán học thuần túy và ứng dụng trong chương trình học đại học.  Phần lớn nhờ vào khả năng của Bernstein để nhận tài trợ từ National Science Foundation, Do đó, Gotter College là trường đại học nữ đầu tiên sử dụng máy tính trong giảng dạy toán, bắt đầu từ năm 1961.  Cô cũng phát triển một chương trình thực tập cho sinh viên toán Goucher để có được kinh nghiệm làm việc có ý nghĩa  Năm 1972, Bernstein đồng sáng lập Hiệp hội sử dụng giáo dục của máy tính Maryland, và quan tâm đến việc kết hợp các máy tính vào toán học trung học.
Bernstein đã rất tích cực trong Hiệp hội Toán học Hoa Kỳ, nơi cô đang ở trên ban quản trị từ năm 1965 đến năm 1968. Cô từng là phó chủ tịch vào năm 1972-1973, và sau này trở thành nữ tổng thống đầu tiên của MAA vào năm 1979-1980.

## Phụ nữ trong toán học
Cô lưu ý rằng thái độ và cơ hội cho phụ nữ thay đổi đáng kể sau Chiến tranh thế giới thứ hai, mà cô cho là do hai nguyên nhân. Thứ nhất, phụ nữ chứng tỏ họ có thể xử lý các công việc trước đây do đàn ông nắm giữ, và thứ hai là sự phát triển của công nghệ máy tính đã mở ra nhiều lĩnh vực ứng dụng toán học mới dẫn đến việc làm mới.

## Thành viên
- Hiệp hội Toán học Hoa Kỳ
- Hội Toán học Hoa Kỳ
- Hội Toán học Công nghiệp và Ứng dụng
- American Association of University Professors
- Hiệp hội vì Sự tiến bộ Khoa học Mỹ